# Ségny
Ségny o Segny es una comuna francesa del departamento de Ain, en la región de Auvernia-Ródano-Alpes. Pertenece a la comunidad de comunas del Pays de Gex.

## Demografía
| 279 | 449 | 783 | 1 002 | 1 211 | 1 348 | 1 512 | 1 873 |
| Para los censos de 1962 a 1999 la población legal corresponde a la población sin duplicidades (Fuente: INSEE [Consultar]) |     |     |       |       |       |       |       |